# Пол Пенлеве
Пол Пенлеве (фр. Paul Painlevé; Париз, 5. децембар 1863 — Париз, 29. октобар 1933) је био француски математичар и државник. Два пута је био премијер Треће републике: 12. септембар – 13. новембар 1917. и 17. април – 22. новембар 1925. Његов улазак у политику дошао је 1906. након професорске функције на Сорбони која је почела 1892. године.
Његов први премијерски мандат трајао је само девет недеља, али се бавио тешким питањима, као што су руска револуција, амерички улазак у рат, неуспех Нивелеове офанзиве, гушење побуна француске војске и односи са Британцима. Током 1920-их као министар рата био је кључна фигура у изградњи Мажино линије. У свом другом премијерском мандату бавио се избијањем побуне у сиријском Џабал Друзу у јулу 1925. године, што је изазвало забринутост јавности и парламента због опште кризе француског царства.

## Биографија

### Младост
Пенлеве је рођен у Паризу. Одрастао у породици вештих занатлија (његов отац се бавио котирањем цртежа), Пенлеве је прошао низ основних студија и у почетку га је привукла или инжењерска или политичка каријера. Међутим, коначно је ушао у Вишу нормалну школу 1883. да би студирао математику, а докторирао је 1887. након периода студирања у Гетингену у Немачкој код Феликса Клајна и Хермана Амандуса Шварца. Тежећи академској каријери, постао је професор на Универзитету у Лилу, вратио се у Париз 1892. да предаје на Сорбони, Политехничкој школи, а касније и на Француском колеџу и Вишој нормалној школи. Изабран је за члана Академије наука Француске 1900.
Оженио се Маргеритом Пети де Виленев 1901. године. Маргерита је умрла током рођења њиховог сина Жана Пенлевеа следеће године.
Пенлевеов математички рад на диференцијалним једначинама навео га је да се сусреће са њиховом применом у теорији лета и, као и увек, његово широко интересовање за инжењерске теме подстакло је ентузијазам за новонасталу област авијације. Године 1908. постао је први путник Вилбура Рајта у авиону у Француској, а 1909. године креирао је први универзитетски курс из аеронаутике.

### Математички рад
Неке диференцијалне једначине се могу решити коришћењем елементарних алгебарских операција које укључују тригонометријске и експоненцијалне функције (понекад се зову елементарне функције). Многе занимљиве специјалне функције настају као решења линеарних обичних диференцијалних једначина другог реда. Отприлике на прелазу века, Пенлеве, Е. Пикар и Б. Гамбиер су показали да од класе нелинеарних обичних диференцијалних једначина другог реда са полиномским коефицијентима, оне које поседују одређену пожељну техничку особину, заједничку линеарним једначинама (данас се обично називају „Пенлевеово својство“) увек могу бити претворене у један од педесет канонских облика. Од ових педесет једначина, само шест захтева "нове" трансценденталне функције за њихово решење. Ове нове трансцендентне функције, које решавају преосталих шест једначина, називају се Пенлеве трансценденте, а интересовање за њих је недавно оживело због њиховог појављивања у модерној геометрији, интеграбилним системима и статистичкој механици.
Године 1895. одржао је серију предавања на Универзитету у Стокхолму о диференцијалним једначинама, на крају наводећи Пенлевеову претпоставку о сингуларностима проблема н-тела. Исте године је објавио рад о Пенлевеовом парадоксу, очигледној контрадикцији у једноставним моделима трења.
Током 1920-их, Пенлеве је накратко скренуо пажњу на нову теорију гравитације, општу теорију релативности, коју је недавно увео Алберт Ајнштајн. Године 1921, Пенлеве је предложио Гулстранд–Пенлеве координате за Шварцшилд метрику. Модификација у координатном систему била је прва која је јасно открила да је Шварцшилдов радијус пука координатна сингуларност (са међутим, дубоким глобалним значајем: представља хоризонт догађаја црне рупе). Ову суштинску тачку физичари генерално нису ценили све до 1963. године. У свом дневнику, Хари Граф Кеслер је забележио да је током касније посете Берлину, Пенлеве разговарао о пацифистичкој међународној политици са Ајнштајном, али нема позивања на расправе о значају Шварцшилдовог радијуса.

### Рана политичка каријера
Између 1915. и 1917. године, Пенлеве је био француски министар за јавну наставу и проналаске. У децембру 1915. затражио је споразум о научној размени између Француске и Британије, што је резултирало англо-француском сарадњом која је на крају довела до паралелног развоја првог активног сонара од стране Пола Лангевина у Француској и Роберта Бојла у Британији.

### Први период као француски премијер
Пенлеве је изразио своја интересовања у авијацији, заједно са онима у поморским и војним стварима, када је постао, 1906. године, заменик за 5. арондисман Париза, такозвану Латинску четврт. До 1910. напустио је своје академске положаје и Први светски рат је довео до његовог активног учешћа у војним комитетима, када се придружио кабинету Аристида Бријана 1915. као министар за јавну наставу и проналаске.
Приликом његовог именовања за министра рата у марту 1917. одмах је позван да да своје одобрење, иако уз извесне сумње, на оптимистичне планове Роберта Жоржа Нивелеа за продорну офанзиву у Шампању. Пенлеве је реаговао на катастрофални јавни неуспех плана отпуштајући Нивелеа и контроверзно га заменивши Анри Филипом Петеном. Такође је био одговоран за изолацију руских експедиционих снага у Француској у кампу Куртин, који се налази на удаљеном месту на висоравни Милеваш.
7. септембра 1917. премијер Александар Рибо изгубио је подршку социјалиста и Пенлеве је позван да формира нову владу.
Пенлеве је био водећи глас на конференцији у Рапалу која је довела до успостављања Врховног савезничког савета, консултативног тела савезничких снага које је очекивало да се уједињена савезничка команда коначно успостави следеће године. Он је именовао Фердинанда Фоша за француског представника знајући да је он природни командант савезника. Када се Пенлеве вратио у Париз, поражен је и поднео је оставку 13. новембра 1917. да би га наследио Жорж Клемансо. Фош је коначно именован савезничким генералисимусом у марту 1918. и на крају је постао главни командант свих савезничких армија на западном и италијанском фронту.

### Други период као француски премијер
Пенлеве је играо малу активну улогу у политици све до избора у новембру 1919. када се појавио као левичарски критичар десног Националног блока. У време када су се следећи избори приближили у мају 1924, његова сарадња са Едуаром Ериом, колегом чланом Бријановог кабинета из 1915, довела је до формирања Картела левице. Победом на изборима, Ерио је у јуну постао премијер, док је Пенлеве постао председник Представничког дома. Иако се Пенлеве кандидовао за председника Француске 1924. поражен је од Гастона Думерга. Ериова администрација је јавно признала Совјетски Савез, прихватила Досов план и пристала да евакуише Рур. Међутим, услед девалвације франка настала је финансијска криза и у априлу 1925. Ерио је пао и Пенлеве је 17. априла по други пут постао премијер.Нажалост, није могао да понуди убедљиве лекове за финансијске проблеме и био је приморан да поднесе оставку 21. новембра.

### Каснија политичка каријера
Након Пенлевеове оставке, Бријан је формирао нову владу са Пенлевеом као министром рата. Иако је Бријан поражен од Рејмона Поенкареа 1926. године, Пенлеве је наставио на својој функцији. Поенкаре је стабилизовао франак повратком на златни стандард, али је на крају прихватио Бријанову власт. Током свог мандата као министар рата, Пенлеве је био кључна фигура у стварању Мажино линије. Ову линију војних утврђења дуж источне границе Француске је у великој мери дизајнирао Пенлеве, а ипак је добио име по Андреу Мажиноу, захваљујући Мажиноовом залагању за јавну подршку и финансирање. Пенлеве је остао на функцији министра рата до јула 1929.
Од 1925. до 1933. године, Пенлеве је представљао Француску у Међународном комитету за интелектуалну сарадњу Лиге народа (заменио је Анрија Бергсона, а њега је заменио Едуар Ерио).
Иако је 1932. предложен за председника Француске, Пенлеве се повукао пре избора. Касније те године постао је министар ваздухопловства, дајући предлоге за међународни споразум о забрани производње авиона бомбардера и успостављању међународних ваздушних снага за спровођење глобалног мира. Падом владе у јануару 1933. окончана је његова политичка каријера.
Пенлеве је умро у Паризу у октобру исте године. 4. новембра, после хвалоспева премијера Албера Сароа, сахрањен је у Пантеону.

## Почасти
- У његову част назван је носач авиона Пенлеве.[19]
- У његову част је назван астероид 953 Пенлеве.[20]
- Лабораторија Пол Пенлеве, француска лабораторија за истраживање математике, названа је у његову част.
- Морис Равел му је посветио другу од својих Trois Chansons 1915. године.

## Радови
- Sur les lignes singulières des fonctions analytiques - 1887/On singular lines of analytic functions.
- Mémoire sur les équations différentielles du premier ordre - 1892/Memory on first order differential equations.
- Leçons sur la théorie analytique des équations différentielles, A. Hermann (Paris), 1897/A course on analytic theory of differential equations.
- Leçons sur les fonctions de variables réelles et les développements en séries de polynômes - 1905/A course on real variable functions and polynomial development series.
- Cours de mécanique et machines (Paris), 1907/A course on mechanics and machines.
- Cours de mécanique et machines 2 (Paris), 1908/A course on mechanics and machines 2.
- Leçons sur les fonctions définies par les équations différentielles du premier ordre, Gauthier-Villars (Paris), 1908/A course on functions defined by first order differential equations.
- L'aéroplane, Lille, 1909/Aeroplane.
- Cours de mécanique et machines (Paris), 1909/A course on mechanics and machines.
- L'aviation, Paris, Felix Alcan, 1910/Aviation.
- Les axiomes de la mécanique, examen critique ; Note sur la propagation de la lumière - 1922/Mechanics axioms, a critical study ; Notes on light spread.
- Leçons sur la théorie analytique des équations différentielles, Hermann, Paris, 1897/A course on analytical theory of differential equations.
- Trois mémoires de Painlevé sur la relativité (1921-1922)/Painlevé's three memories on relativity.